# Затворена задна незакръглена гласна
Затворената задна незакръглена гласна е гласен звук, срещан в някои говорими езици и представян в международната фонетична азбука със символа ɯ. Той е сходен с българския звук, обозначаван с „у“, но изговорен без закръгляне на устните.
Затворената задна незакръглена гласна се използва в езици като корейски (음식, [ɯːmɕik̚]), турски (sığ, [sɯː]), японски (空気, [kɯːki]).